# Stara baśń (powieść)

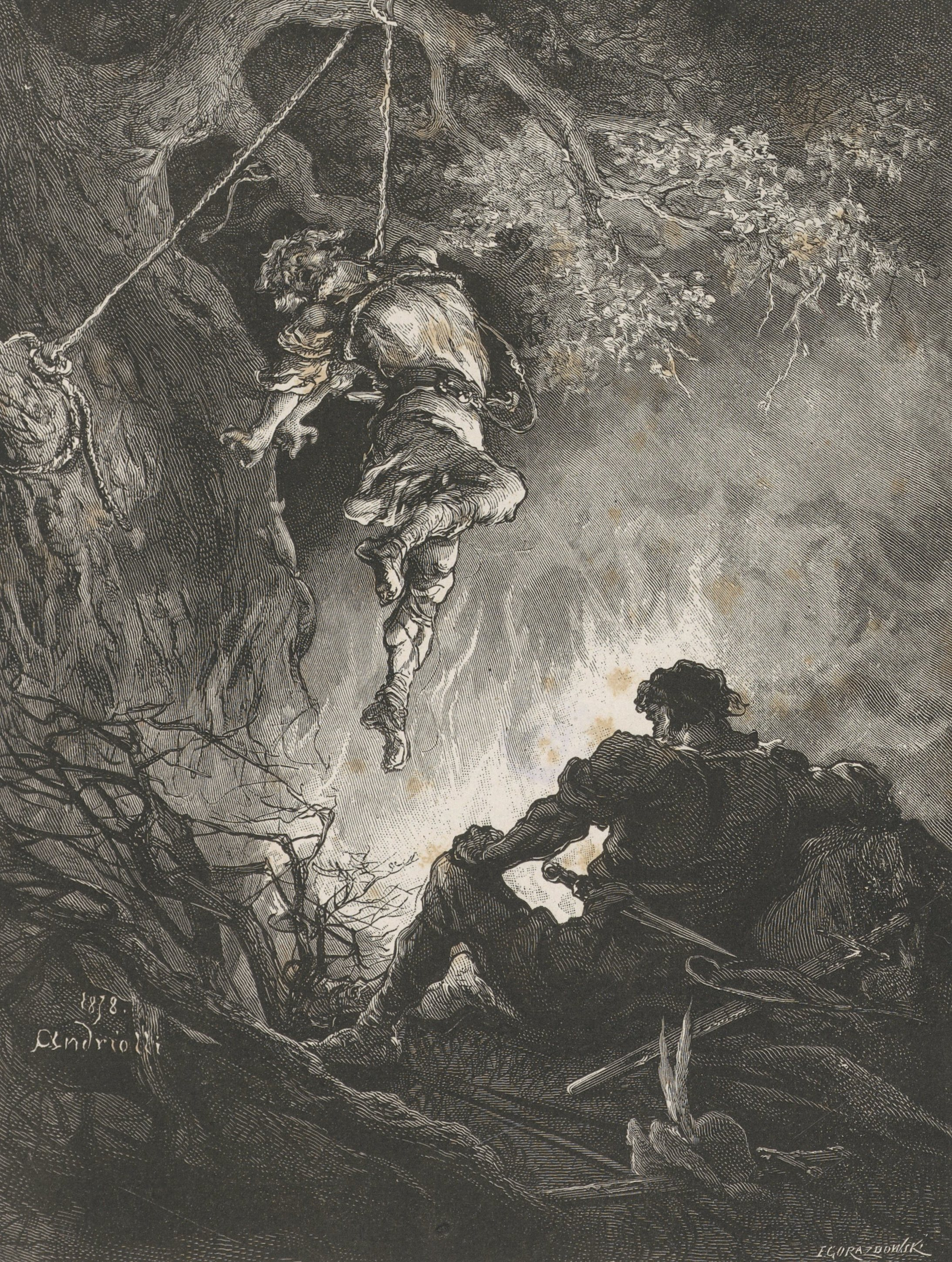
"Ogień [...] podkładając, aby
Hengo upiekł mu się żywcem." – grafika Michała Elwiro Andriollego

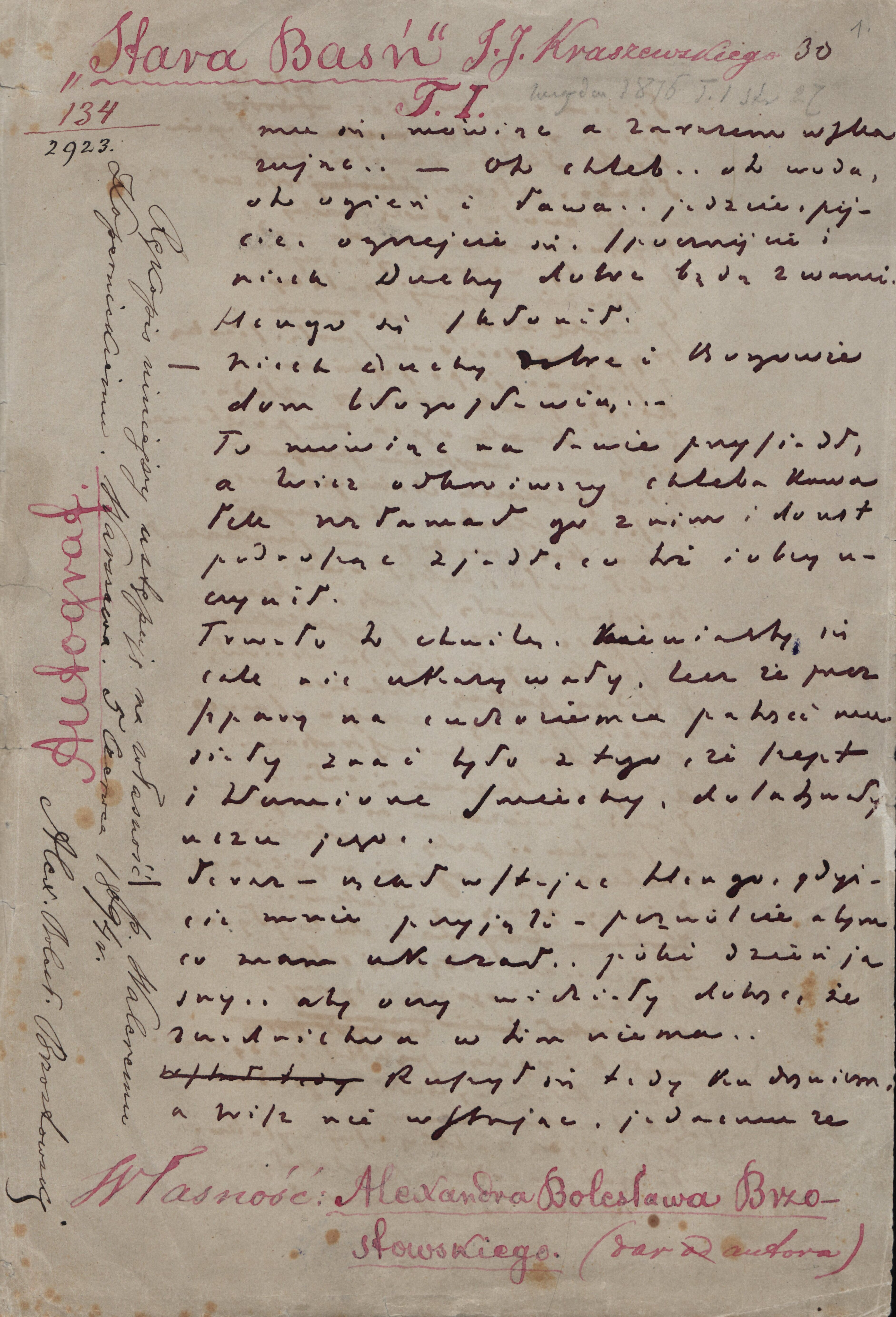
Rękopis pierwszej wersji powieści.

Stara baśń: powieść z IX wieku – powieść historyczna autorstwa Józefa Ignacego Kraszewskiego z 1876 roku, stanowiąca pierwszą część cyklu powieściowego Dzieje Polski.

## Zarys treści
Fabuła powieści nawiązuje do staropolskich podań i legend, m.in. o okrutnym władcy Popielu. Jej akcja rozgrywa się w czasach przedhistorycznych na ziemiach plemienia Polan.
Władzę nad nim sprawuje okrutny kneź, którego w powieści nazywa się Chwostkiem, oraz jego żona – Niemka Brunhilda. Oboje marzą o tym, by wprowadzić władzę absolutną, podobną tej, jaką sprawują władcy w Niemczech. Nie odpowiada to kmieciom nawykłym do poszanowania ich swobód przez rządzących. Coraz okrutniejszy kneź ze swymi podwładnymi działa coraz bezwzględniej. Wówczas wybucha bunt przeciwko Chwostkowi, który wzywa na pomoc niemieckich popleczników. Dochodzi do wojny domowej i oblężenia kneziowego grodu, który zostaje zdobyty, Chwostek ze swymi bliskimi ginie, a władza zostaje powierzona prostemu, lecz cieszącemu się autorytetem kmieciowi Piastowi.
Obok politycznego drugim wątkiem powieści jest miłosny: Doman, młody kmieć i wojownik, zakochuje się w pięknej Dziwie – córce szanowanego kmiecia Wisza. Ona jednak przeznaczona została do służby bogom, więc choć obdarza go uczuciem, odmawia Domanowi, który postanawia uczynić wszystko, by ją zdobyć.

## Historia powstania
Powieść została wydana w 1876 przez Spółkę Księgarzy Warszawskich, (reprezentowaną przez firmę Gebethner i Wolff w Warszawie), która w tym roku zaczęła wydawanie cyklu powieści historycznych Kraszewskiego, mających objąć całe dzieje Polski. Składu powieści dokonano w krakowskiej drukarni Władysława Anczyca. Jeszcze za życia pisarza nastąpiło drugie wydanie (1879) mające charakter albumowy (z ilustracjami Michała Androllego). Z zachowanej korespondencji pisarza wynika, że autorowi znajdującemu się wtedy w Dreźnie przysyłano niektóre arkusze korekty obu wydań, natomiast nie ma śladów zwrotu korekty ani dowodów ustosunkowania się drukarni czy wydawcy do uwag autora. Z dokumentów Gebethnera i Anczyca wynikałoby, że Kraszewski kontrolował niektóre szpalty powieści, lecz była to tylko kontrola pracy korektorskiej samej drukarni.
Rękopisy Starej baśni zostały zniszczone podczas II wojny światowej, jedynie pierwsza (w brulionie) jej wersja zachowała się w Bibliotece Narodowej (sygn. rkpsu III 6056). Rękopis ten Kraszewski podarował Aleksandrowi Brzostowskiemu. Następnie był w posiadaniu rodziny Kronenbergów. W 1951 został przekazany do Biblioteki Narodowej. Od 2024 rękopis prezentowany jest na wystawie stałej w Pałacu Rzeczypospolitej.

## Odbiór
Powieść należy do najpopularniejszych dzieł Kraszewskiego. 
Od 1944 była przez wiele lat lekturą szkolną. Pozycja została usunięta z listy lektur w 2012, ale przywrócona w 2017 jako lektura uzupełniająca dla szkół średnich. Pozycja była nadal lekturą uzupełniającą (dla liceów i techników) w latach późniejszych (2021 r., 2024/2025).
W 2008 w czasopiśmie "Polonistyka" skrytykowano książkę w kontekście lektur dla szkoły podstawowej, pisząc, że jest to nieudana inicjatywa "sięgania do słowiańskiej mitologii", jako, że "stwarza bariery kulturowe i językowe nie do przebycia na tym poziomie".

## Analiza
Powieść poświęcono legendarnym początkom państwa polskiego (przed objęciem władzy przez pierwszego władcę Polan – Siemowita Piastowica). Akcja rozgrywa się w IX wieku, gdy miejsce księcia Popiela zajęła dynastia Piastów. Utwór składa się z trzech tomów (30 rozdziałów) oraz "dopisku" zatytułowanego Dziejowe legendy, a będącego historycznym komentarzem autora do powieści. Tematykę tę pisarz ponownie podjął później w powieści Lublana (1878), nadając jej jednak odmienny charakter.
Utwór zawiera liczne archaizmy (np. skórznie, tok, dziewierz) oraz zapożyczenia z innych języków słowiańskich (np. horodyszcze, korowaj), ale także neologizmy stworzone przez Kraszewskiego i wykorzystane w postaci archaizmów (np. kneź, podziomek, witeź). Prace autora nad powieścią zbiegły się z jego badaniami etnograficznymi oraz śledzeniem prac Joachima Lelewela i Karola Szajnochy, które w sposób istotny wpłynęły na twórczość Kraszewskiego.
Powieść była analizowana jako inspiracja dla późniejszej fantasy słowiańskiej.

## Adaptacje powieści
- W 1891 Alfred Szczepański wydał w Wiedniu dramat sceniczny w 5 aktach oparty na wątkach Starej baśni, zatytułowany Piast Pierwszy
- W 1902 Julian Baczyński wydał w Chełmnie inspirowane powieścią opowiadanie Królewna Hoża[9]
- W 1907 roku Władysław Żeleński wystawił we Lwowie operę Stara baśń z librettem Aleksandra Bandrowskiego na podstawie utworu Kraszewskiego[10]
- W 1984 roku powstał trzyczęściowy spektakl telewizyjny w reżyserii Ireny Wollen[11]
- W 1986 powstała seria komiksowa stworzona przez Andrzeja O. Nowakowskiego pt. Doman[12][13]
- W 2003 na motywach powieści zrealizowano historyczny film fabularny Stara baśń: Kiedy słońce było bogiem w reżyserii Jerzego Hoffmana[14].